# Sainte-Anne (Guadeloupe)
Sainte-Anne (Guadeloupe-Kreolisch: Sentann) ist eine Gemeinde mit 24.415 Einwohnern (Stand 1. Januar 2022) im französischen Überseedépartement Guadeloupe. 

## Geschichte
Die Pfarrkirche Sainte-Anne ist bereits 1691 bezeugt. Sainte-Anne entwickelte sich aufgrund des Ackerbaus und des Zuckerrohranbaus, basierend auf der Sklavenarbeit, zur bevölkerungsreichsten und wohlhabendsten Gemeinde von Guadeloupe. Sie wurde 1742 Sitz der Admiralität. Im Jahr 1759 wurde der Ort im Zuge des Siebenjährigen Krieges von den Engländern zerstört. Obwohl die Französische Revolution 1789 die Abschaffung der Sklaverei vorsah, gab es hier von den Grundbesitzern Widerstand, da sie auf die billige Arbeitskraft der Sklaven angewiesen waren. Erst 1794 wurde sie von Victor Hugues vorübergehend ausgesetzt, bis sie 1802 von Napoleon wieder eingeführt wurde. 1848 wurde sie schließlich endgültig abgeschafft. 1885 verfügte Sainte-Anne über die größte Fläche von Zuckerrohr in Guadeloupe und zählte 34 Zuckerfabriken, von denen drei mit Dampfmaschinen betrieben wurden.

## Tourismus
Der Fremdenverkehr spielt eine bedeutende wirtschaftliche Rolle. Sainte-Anne ist der meistbesuchte Ferienort von Guadeloupe. Die beliebtesten Strände sind die Plage du Bourg im Stadtzentrum nahe dem Markt gelegen, der Plage de la Caravelle am Ortseingang, an dem sich auch ein Club Med befindet, sowie der über einen Kilometer lange und von einem Korallenriff geschützte Plage de Bois Jolan am Ortsausgang. Der Freizeitwasserpark Karukeraland befindet sich drei Kilometer vom Stadtzentrum. An manchen Stränden kommt es gelegentlich zu Angriffen von Barrakudas.

## Galerie

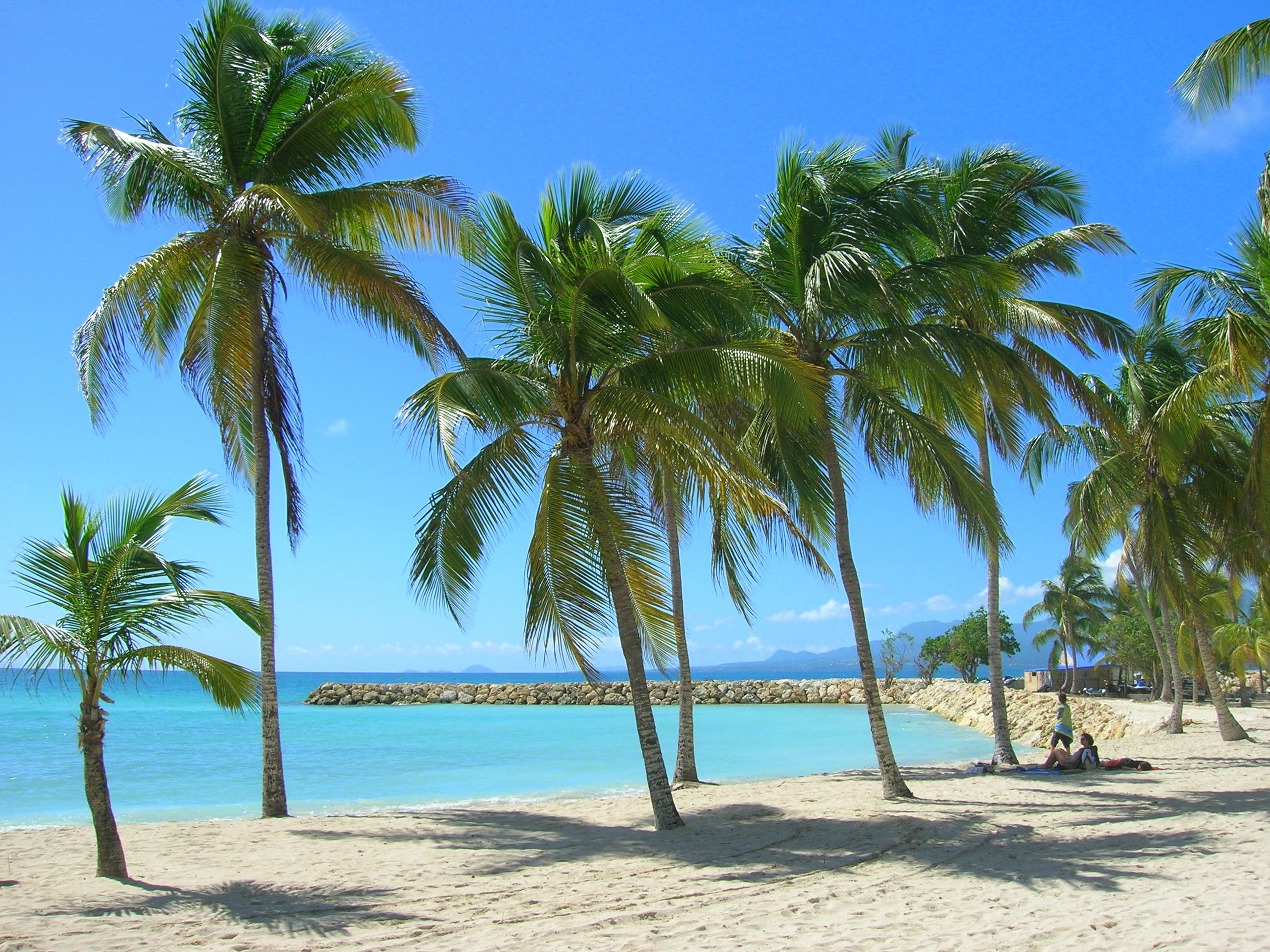
Strand in Sainte-Anne
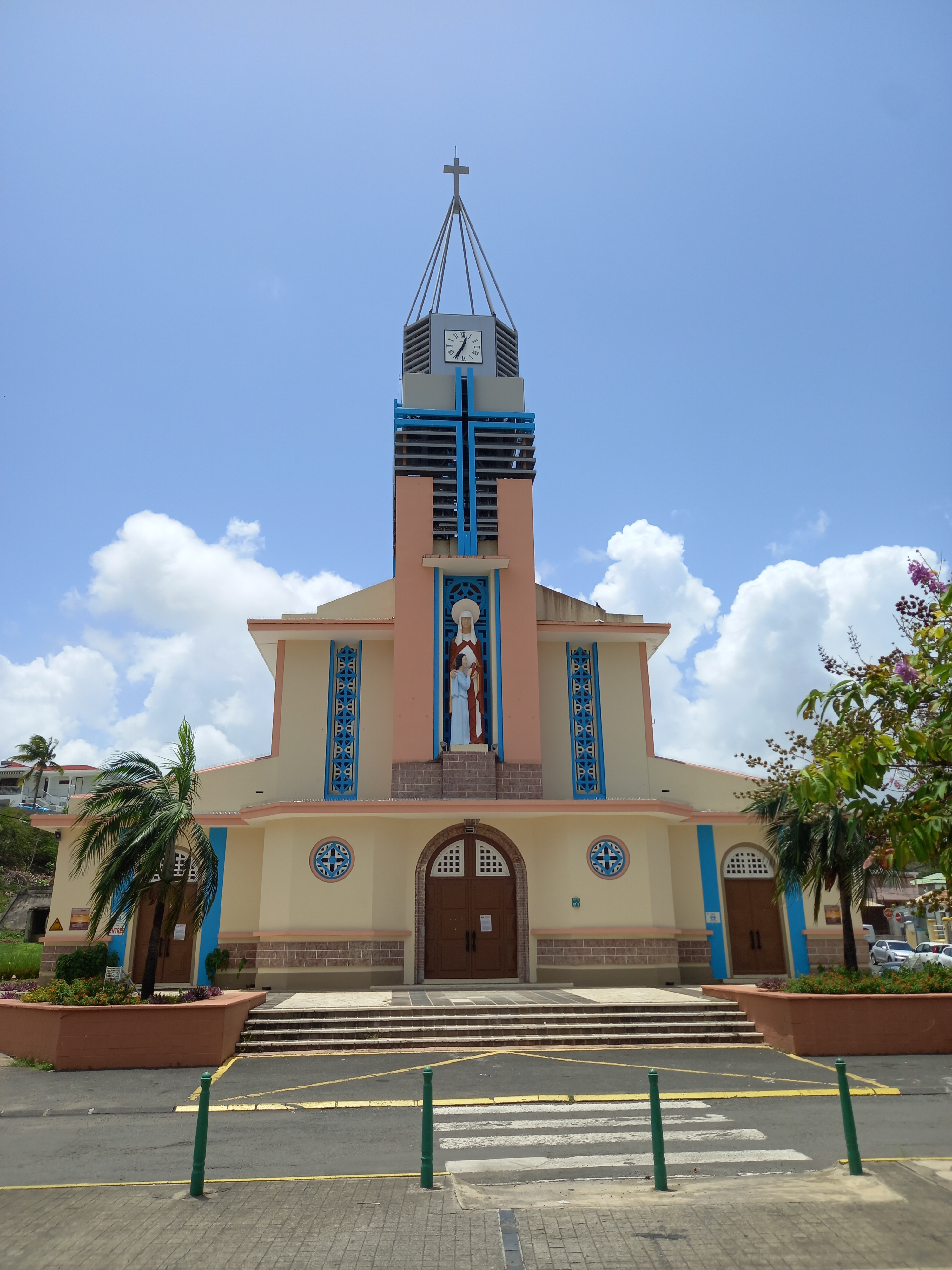
Kirche in Sainte-Anne
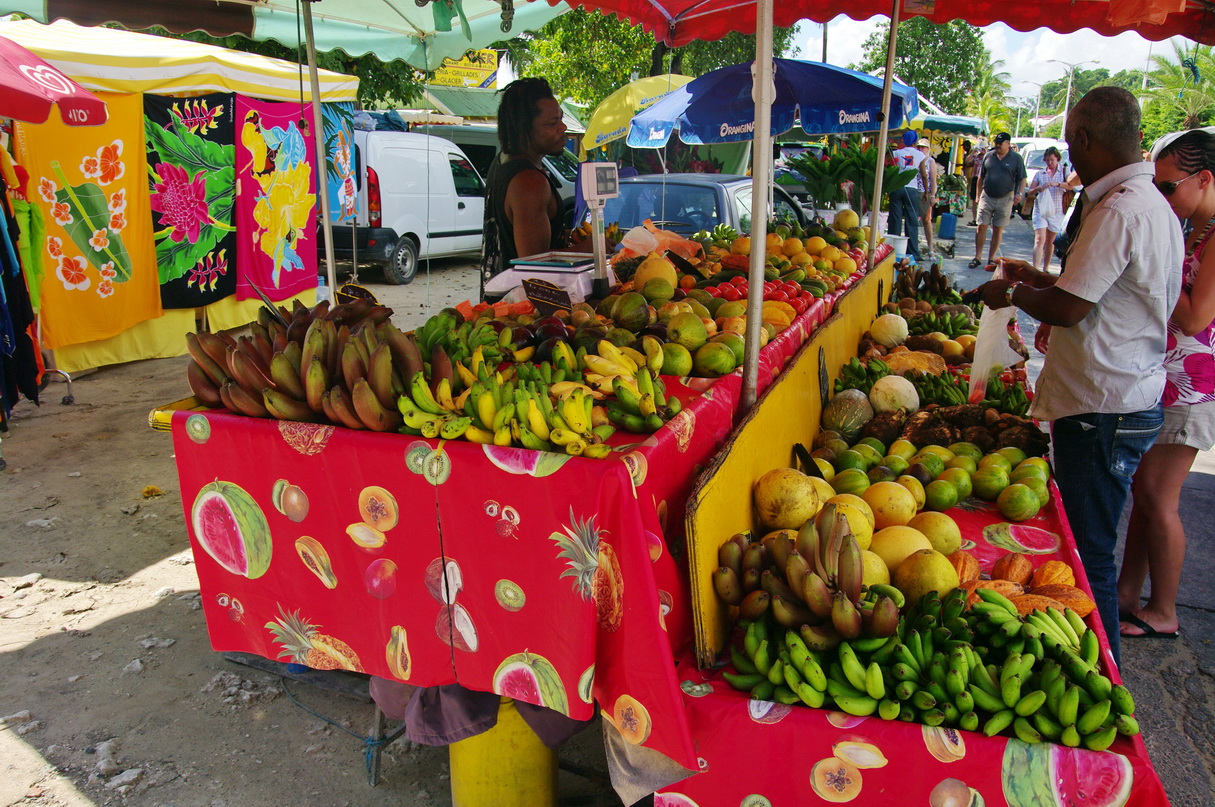
Obststand auf dem Markt in Sainte-Anne
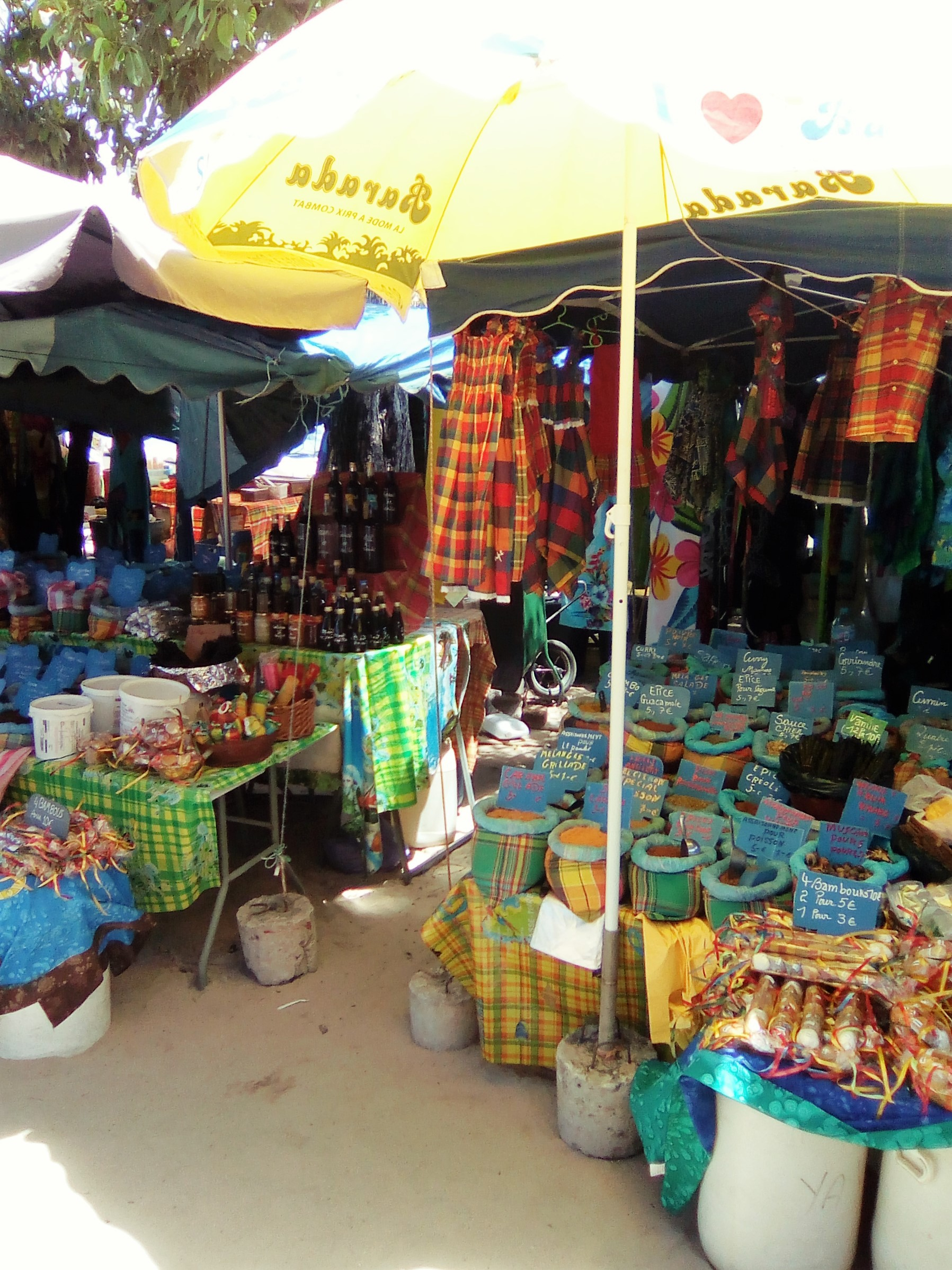
Gewürzstand auf dem Markt in Sainte-Anne
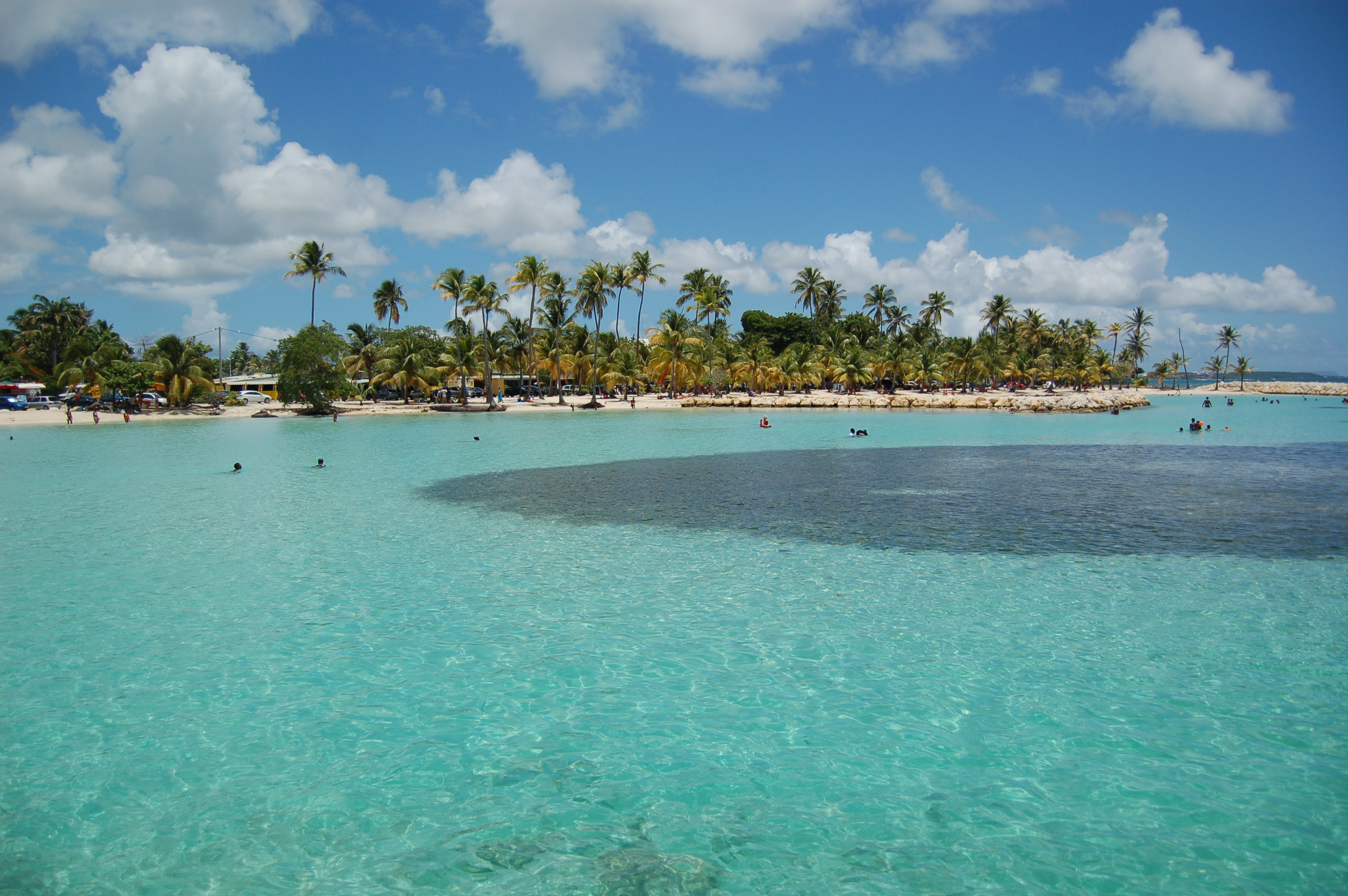
Sainte-Anne

## Persönlichkeiten
- Guillaume Guillon-Lethière (1760–1832), französischer Maler
- Viviane Dorsile (* 1967), Leichtathletin